# エスタディオ・ウニベルシタリオ
1. エスタディオ・ウニベルシタリオ（Estadio Universitario）－ メキシコのヌエボ・レオン州モンテレイ郊外にあるスタジアム。下記の詳述参照。
2. エスタディオ・オリンピコ・ウニベルシタリオ（Estadio Olimpico Universitario）－ メキシコの首都メキシコシティにあるスタジアム。
3. エスタディオ・ウニベルシタリオ・デ・カラカス（Estadio Universitario de Caracas）－ ベネズエラの首都カラカスにあるスタジアム。

エスタディオ・ウニベルシタリオ (The Estadio Universitario)は、メキシコ、ヌエボ・レオン州モンテレイ郊外のヌエボ・レオン州立大学内にあるスタジアム。収容人数は45,000人。エスタディオ・ウニベルシタリオとはスペイン語で「大学のスタジアム」という意味である。